# Melanie Brown
Melanie Brown, també coneguda amb els noms de Melanie B i Mel B (Hyde Park, Leeds, 29 de maig de 1975), és una cantant, ballarina, cantautora i actriu anglesa. És coneguda sobretot per ser una de les famoses Spice Girls ; el seu malnom al grup és Scary Spice. Entre 1996 i 1998, Spice Girls és considerat com el grup femení més important de tots els temps de la història de la música, amb més de 86 milions de discos venuts i 10 singles classificats números 1 al món.
El 1999, comença la seva carrera en solitari traient el títol I Want You Back en col·laboració amb Missy Elliott, seguit del seu 1er opus el 2000, titulat Hot, que genera els singles Tell Me, Feels So Good o Lullaby, que ven 60.000 exemplars al Regne Unit. El 2005, publica el seu segon àlbum L. A. State of Mind, que va sortir sota una etiqueta independent, l que obté vendes discretes.
En paral·lel, es llança a diverses activitats com el videojoc Get Fit With Mel B, la presentació de jocs per la televisió, esdevé jurat d'una multitud de concursos de talents com The X Factor (UK), X-Factor Austràlia o The Voice Kids Australie i participa com a candidata a la 5e temporada de Dancing with the Stars.. Forma també la seva pròpia tele-realitat titulada El Món De Mel B.
El 2013, després de 8 anys d'absència al món musical, publica el single For Once In My Life, que s'erigeix en el 2n lloc del rànquing Billboard Hot Dance Club Songs charts als Estats Units.
Al 2021, ha participat a la segona edició de Mask Singer a Espanya, cantant i ballant sota la disfressa de Medusa.
Ha participat en diverses produccions cinematogràfiques com : Spice World, el film (1997), The Seat Filler (2004), Campaneta i la Criatura llegendària (2015) i serà al cartell de Blazin' Samurai (2017), Chocolate City : Vegas (2017) i Killing Hasselhoff (2017).

## Carrera

### Començament amb el grup Spice Girls (1994-1998)
El grup va ser fundat l'any 1994. Victoria Adams, Melanie Chisholm, Emma Bunton i Geri Halliwell són els quatre altres membres. La cançó Wannabe les portarà en algunes setmanes al primer lloc en més d'una trentena de països. Encadenaran els èxits, faran diverses aparicions a la televisió, faran diversos productes derivats, un film… El febrer de 1998, les Spice Girls van començar la seva gira, el Spiceworld Tour Volta, de més de 100 concerts. Més populars que mai i la gira un èxit fenomenal; tanmateix es confirma el 31 de maig que Geri Halliwell abandona el grup després d'un violent altercat entre ella i les altres Spice. El 20 de setembre de 1998, el dia de l'últim concert del Spiceworld  Tour al Wembley Stadium de Londres davant més de 52.000 fans. El desembre, surt la cançó Goodbye, la primera sense Geri. Es col·locarà al primer lloc al Regne Unit.
Els Spice Girls llancen el seu tercer àlbum, Forever, el novembre del 2000. Encara que els dos nous singles, Holler i Let Love Lead The Way troben un bon èxit, les vendes de l'àlbum són menys positives. L'àlbum es vendrà a 4 milions d'exemplars, resultat molt menys impressionant que els dos àlbums gravats a cinc. L'inici del 2001, confirma una pausa d'una durada indeterminada per permetre a les noies consagrar-se a la seva carrera cadascuna pel seu costat.

### Carrera en solitari, cinema i altres projectes (1998-2004)
El 14 de setembre de 1998 surt el seu primer single en solitari, I Want You Back, produït i escrit per Missy Elliott. Arriba al primer lloc en vendes a Anglaterra.
A partir d'un suggeriment del seu primer marit, Jimmy Gulzar, Melanie B grava una recuperació de 1986 del hit de Cameo Word Up! que serà el seu proper single. La peça és coneguda per haver estat produïda per Timbaland. La cançó forma part de la banda original del film Austin Powers: L'espia que em va empaitar. Serà el single oficial de la banda sonora al Regne Unit i altres països europeus. Als Estats Units, serà Beautiful Stranger de Madonna.
Melanie l'any 1999 passa a treballar en el seu primer àlbum en solitari. L'enregistrament de l'àlbum s'esglaona fins al 2000, ja que té el seu primer fill.
El 9 d'octubre de 2000, surt el seu primer àlbum en solitari Hot, un mes abans la sortida del 3r àlbum dels Spice Girls, Forever. És la tercera Spice Girl després de Geri Halliwell i Melanie Chisholm a treure un disc en solitari. És produït per Rodney Jerkins que ha col·laborat entre d'altres amb Michael Jackson, Whitney Houston, Destiny's Child, Britney Spears i les Spice Girls. L'estil poc comercial de l'àlbum explica un èxit moderat. Melanie B no farà cap gira promocional per l'àlbum, cosa que farà baixar encara més les vendes. Després de la separació de les Spice Girls, decideix retirar-se completament de la música per consagrar-se a la seva família.

### Segon àlbum i Dancing With The Stars (2005-2012)
El 2005, 4 anys i mig després de Hot, Melanie B torna a la música sortint un segon àlbum, L.A. State of Mind, que surt el 27 de juny de 2005. Dedicat als seus fans, ella l'ha escrit i gravat a Los Angeles. Surt aquest àlbum molt pop i compost de cançons compassades pop i de balades amb una tecla de música black. Melanie B no farà molts esforços per promoure aquest àlbum que no tindrà doncs un gran èxit classificant-se en el lloc 453 en els charts britànics i no es ven bé. Today, el 6è single en solitari de Melanie i el primer extret de l'àlbum, surt el 13 de juny del 2005, una cançó pop molt positiva. El single arriba al lloc 41 en vendes, degut a una absència de promoció i una distribució reduïda deguda a la seva etiqueta independent Amber Cafè. Today serà el títol portador de l'àlbum i no sortirà cap altre single.
Entre el 24 de setembre de 2007 i el 27 de novembre de 2007, és en competició a la temporada 5 de l'emissió de telerealitat d'èxit Dancing with the Stars en la cadena americana ABC.
Amb una mitjana de 27,6, és la primera del rànquing final mentre que el públic la classifica segona el vespre de la final.
La seva antiga col·lega de les Spice Girls, Emma Bunton, participa en la versió anglesa (Strictly Come Dancing), i arriba al tercer lloc. La competició s'estén del 7 d'octubre de 2006 al 23 de desembre de 2006, o sigui gairebé un any abans de Mel.

### Jurat de tele-realitats, retorn com a actriu i singleFor Once In My Life(2013-2015)

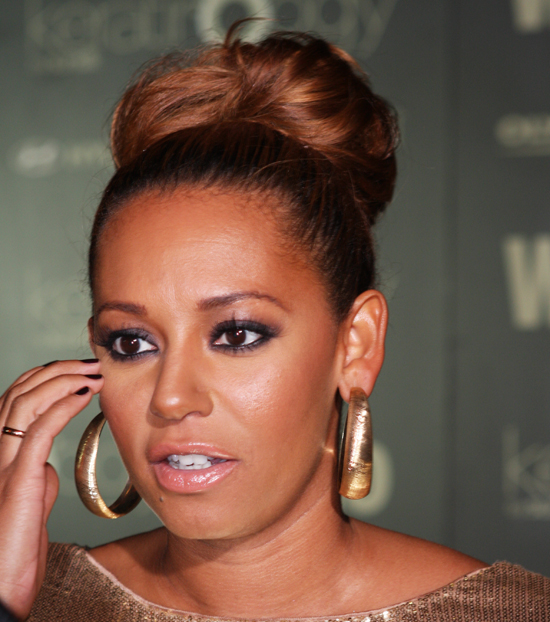
Brown al Civic Hotel, Austràlia.

El 12 de setembre de 2013, Melanie anuncia en el seu compte Twitter que és la convidada de l'Ellen Show (del 13 de setembre de 2013) on donarà informacions sobre el seu come back a la indústria de la música. Informa durant l'emissió que el seu nou single es titula For Once In My Life i roda el clip que sortirà el 16 de setembre de 2013. La cançó puja al 2n lloc del rànquing Billboard Hot Dance Club Songs charts als Estats Units. Melanie B For Once In My Life vídeo oficial Youtube.com
Paral·lelament, torna com a actriu apareixent al telefilm The Twelve Trees of Christmas. Al mateix temps, presenta la 8a temporada de American Got Talent, Today Show, Miss Univers 2013 i Stepping Out.
El 2014, forma part del jurat de The X Factor (UK), al costat de Simon Cowell, Cheryl Cole i Louis Walsh. Presenta igualment la cerimònia dels premis MOBO, participant com a candidata al joc Whose Line Is It Anyway? i es l'entrenadora per l'emissió The Voice Kids.El mateix any, roda als telefilms Text Santa 2014 i The Pro

### Spice Girls GEM, retorna a X-Factor Austràlia, Broadway i nous films (2016-present)
El 2016, per celebrar els seus 20 anys, va anunciar que el grup Spice Girls es reforma amb tres membres : Geri Halliwell, Melanie Brown i Emma Bunton sota el nou nom de Spice Girls GEM. No obstant això, Victoria Beckham i Melanie C, no prendran part en l'aventura per consagrar-se a les seves pròpies carreres. Prepara un nou single, un nou àlbum i una gira. Al mateix temps, ha anunciat, que tornarà com a jurat en la propera temporada de X-Factor Australia.
El 2017, torna a Broadway per interpretar el paper de Roxie Hart en la comèdia musical Chicago.
Posarà la seva veu al film d'animació Blazin' Samurai, al costat de Samuel L. Jackson, Ricky Gervais i Michelle Yeoh. Serà igualment al cartell del film Chocolate City: Vegas al costat de Vivica A. Fox i Ginuwine. Al mateix temps, participarà en el film Killig Hasselhoff, protagonitzat per David Hasselhoff i Justin Bieber.

## Vida privada

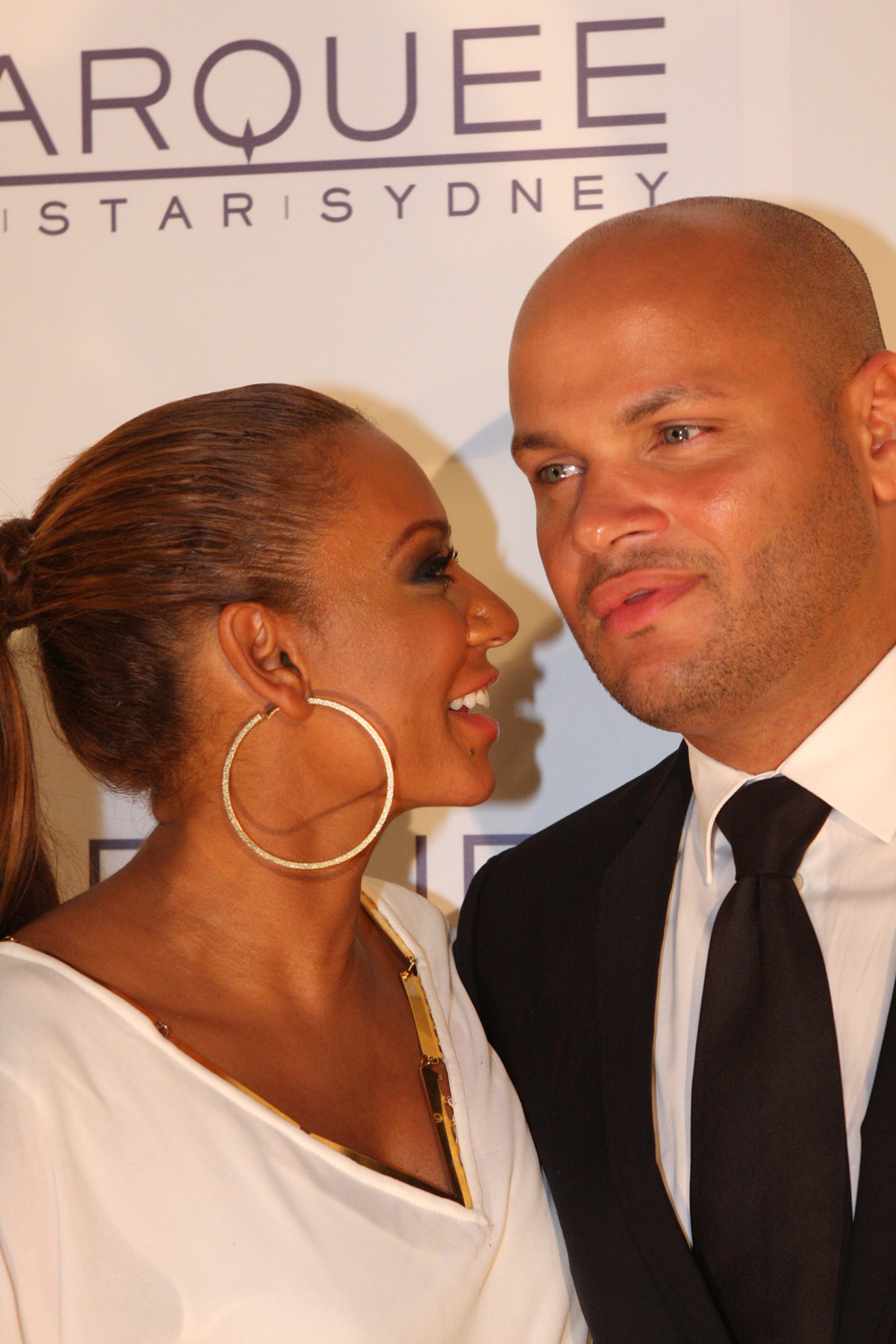
Mel B amb Stephen Belafonte (2012)

El seu pare va néixer a Saint Christopher i Nevis i la seva mare és anglesa. El 1998, durant la gira "Spiceworld Tour", Melanie Brown va començar a sortir amb el ballarí holandès, Jimmy Gulzar. Es van casar el 13 de setembre de 1998 a Little Marlow, a Anglaterra, poc després del descobriment de l'embaràs de Melanie. Des de llavors, Melanie es fa dir "Mel G". El 19 de febrer de 1999, va tenir la seva filla, anomenada Phoenix Chi Gulzar, a Westminster. El gener de 2000, la parella es divorcia. Jimmy Gulzar declara que els "implants mamaris de Melanie" i "l'adulteri" són les causes del seu divorci. Poc després del seu divorci, Melanie ha hagut de passar una pensió alimentària per un valor de 2,8 milions de dòlars al seu ex-marit.
Després va sortir amb l'actor britànic, Max Beesley, de 2000 a 2002. El 2014, Melanie va declarar que ha viscut en parella amb una dona durant quatre anys a Los Angeles.
El 2006, Melanie va sortir un temps amb l'actor americà Eddie Murphy. El 3 d'abril de 2007, en el 46è aniversari de Eddie, Melanie va tenir una filla, anomenada Angel Iris Murphy Brown. El juny de 2007, es va confirmar que Eddie és el pare biològic de Angel després d'un test ADN. L'agost de 2007, Eddie ha reconegut oficialment ser el pare de Angel i va donar a Melanie un suport financer pel nen i les despeses de l'embaràs. No obstant això, en una entrevista, Melanie va declarar que no coneixia molt la seva filla, però, el 2010, es va anunciar que aprenia a conèixer-la millor.
Des de febrer 2007, Melanie és la companya del productor de cinema americà, Stephen Belafonte. Es van casar en secret el 6 de juny de 2007, després de només quatre mesos de relació, a Las Vegas. ·  Junts, van tenir una filla, Madison Brown Belafonte (nascuda el 1er de setembre de 2011). El març de 2017, anuncia la seva separació i el seu procediment de divorci després de deu anys de matrimoni.
Actua en la seva pròpia tele-realitat, El Món de Mel B.
El 5 de març de 2017, el seu pare Martin Brown mor a l'edat de 63 anys a conseqüència d'un càncer de la medul·la òssia

## Discografia

### Àlbums
| Any  | Nom                                  | Rànquing UK |
| ---- | ------------------------------------ | ----------- |
| 2000 | Hot - 1er àlbum studio               | 28          |
| 2005 | L.A. State of Mind - 2e àlbum studio | 453         |

### Singles
| Any  | Nom                                   | Rànquing UK | Àlbum                      |
| ---- | ------------------------------------- | ----------- | -------------------------- |
| 1998 | I Want You Back (feat. Missy Elliott) | 1           | Hot                        |
| 1999 | Word Up!                              | 14          | Austin Powers 2 Soundtrack |
| 2000 | Tell Me                               | 4           | Hot                        |
| 2001 | Feels So Good                         | 5           | Hot                        |
| 2001 | Lullaby                               | 13          | Hot                        |
| 2005 | Today                                 | 41          | L.A. State Of Mind         |
| 2013 | For Once In My Life                   | 2           | -                          |

## Filmografia

### Cinema
- 1997 : Spiceworld: La pel·lícula: ella mateixa
- 2003 : LD 50 Lethal Dose: Louise
- 2005 : The Seat Filler, de Nick Castle: Sandie
- 2006 : Telling Lies: Maggie Thomas
- 2006 : Love Thy Neighbor : Lonnie
- 2015 : Campaneta i la Criatura llegendària: Fury
- 2017 : Blazin' Samurai: La girafa
- 2017 : Chocolate City Vegas: Conyac
- 2017 : Killing Hasselhoff: Ella mateixa

### Televisió
- 1993 : Coronation Street: Amy Nelson
- 1998 : Creche Landing (telefilm) (veu)
- 2003 : Bo' Selecta! (sèrie de televisió) : papers variats
- 2003 : Burn It (sèrie de televisió) : Clara (Series 1)
- 2014 : Text Santa 2014 (telefilm) : El guardaespatlles del pare noël
- 2014 : The Pro (telefilm) : Mel B

## Altres projectes

### Tele-realitat
- 2007 : Dancing with the Stars
- 2010 : El Món De Mel B

### Vídeojoc
- 2010 : Get Fit With Mel B